# Laura Flippes
Laura Esther Ghislaine Flippes (Strasbourg, 13 de dezembro de 1994) é uma handebolista profissional francesa, campeã olímpica.

## Carreira
Flippes conquistou a medalha de ouro com a Seleção Francesa de Handebol Feminino nos Jogos Olímpicos de Verão de 2020 em Tóquio, após derrotar a equipe do Comitê Olímpico Russo na final por 30–25. Nos Jogos Olímpicos de Verão de 2024, em Paris, conquistou a medalha de prata no torneio feminino do handebol, após confronto na final contra a equipe norueguesa.